# Aprostocetus arenarius
Aprostocetus arenarius är en stekelart som först beskrevs av Erdös 1954.  Aprostocetus arenarius ingår i släktet Aprostocetus, och familjen finglanssteklar. Arten är reproducerande i Sverige.